# تحرر النباض
تحرر النباض أو انطلاق النباض (بالإنجليزية: Pulsar kick)‏ هي ظاهرة فلكية لا يتحرك فيها لنجم النيوتروني في كثير من الأحيان مع سرعة النجم السلف، وبدلا من ذلك يتحرك بسرعة أكبر بكثير.السبب وراء ظاهرة تحرر النباض غير معروف، ولكن العديد من علماء الفيزياء الفلكية يعتقدون أنه يجب أن يكون بسبب عدم تناسق الطريقة التي ينفجر فيها الطارف الأعظم . وإذا كان صحيحا هذا من شأنه أن يعطي معلومات حول آليةالطارف الأعظم .

## عمليات الرصد
من المسلم به عموما أن متوسط انطلاق النجم النابض يتراوح بين 200-500 كم / ث. ومع ذلك، بعض النابضات لديها سرعة أكبر بكثير. فمثلا، النجم المارق (B1508+55) لة سرعة 1100 كم/ ثانية ومسار يقوده خارج المجرة.ويمكن رؤية مثال مقنع للغاية لتحرر النجم النابض في سديم الإيتار، حيث لوحظ انحناء صدمي ناتج عن نجم نابض يتحرك بالنسبة إلى بقايا سديم المستعر الأعظم، بسرعة مؤكدة تبلغ 800 كم / ثانية.

## تحرر الثقب الأسود
المسافات كبيرة فوق المستوى المجري التي يتواجد فيها بعض ثنائيات أشعة إكس هي نتيجة تحرر ثقب أسود نجمي. ويبدو أن سرعة تحرر الثقب الأسود مماثلة لتلك التي تتميز بها سرعات تحرر النجم النيوتروني. قد يعتقد البعض أن مدى الزخم نفسة الذي يتلقاة الثقب الأسود وينتج تحرر بسرعة أقل من النجم النيوتروني سببة الكتلة الكبيرة للثقب الأسود ولكن لا يبدو أن الأمر كذلك.

## اقرأ أيضا
- نجم مارق
- علم حركة النجوم

## روابط خارجية
- Finley، Dave؛ Aguilar، David (31 أغسطس 2005). "Fastest Pulsar Speeding Out of Galaxy, Astronomers Discover". PSR B1508+55. المرصد الوطني لعلم الفلك الراديوي. مؤرشف من الأصل في 2018-02-21. Pulsar Kick at 1100 km/s
- "PSR B1508+55 Pulsar". سيمباد. التنين (كوكبة): CDS France  [لغات أخرى]‏. مؤرشف من الأصل في 2019-12-14.{{استشهاد ويب}}:  صيانة الاستشهاد: علامات ترقيم زائدة (link)